# Niscemi
Niscemi (AFI: /niʃˈʃɛmi/; Nixemi in siciliano) è un comune italiano di 24 551 abitanti del libero consorzio comunale di Caltanissetta in Sicilia.
Il comune rientra nella piana di Gela e nell'area gelese, e ne costituisce la sua parte nord-orientale, a contatto con il territorio di Caltagirone.

## Geografia fisica

### Territorio
Il centro abitato è situato su un altopiano posto a 332 m s.l.m.. Il comune ha una superficie di 9654 ha per una densità abitativa di 285 abitanti per chilometro quadrato. Niscemi è situata su una collina rientrata nella parte dei Monti Erei e alle pendici degli Iblei, con un panorama occidentale sulla vallata del fiume Maroglio e la Piana di Gela. Dista 77 km da Caltanissetta, 92 km da Catania, 67 km da Enna, 188 km da Messina, 192 km da Palermo, 60 km da Ragusa, 127 km da Siracusa e 298 km da Trapani.

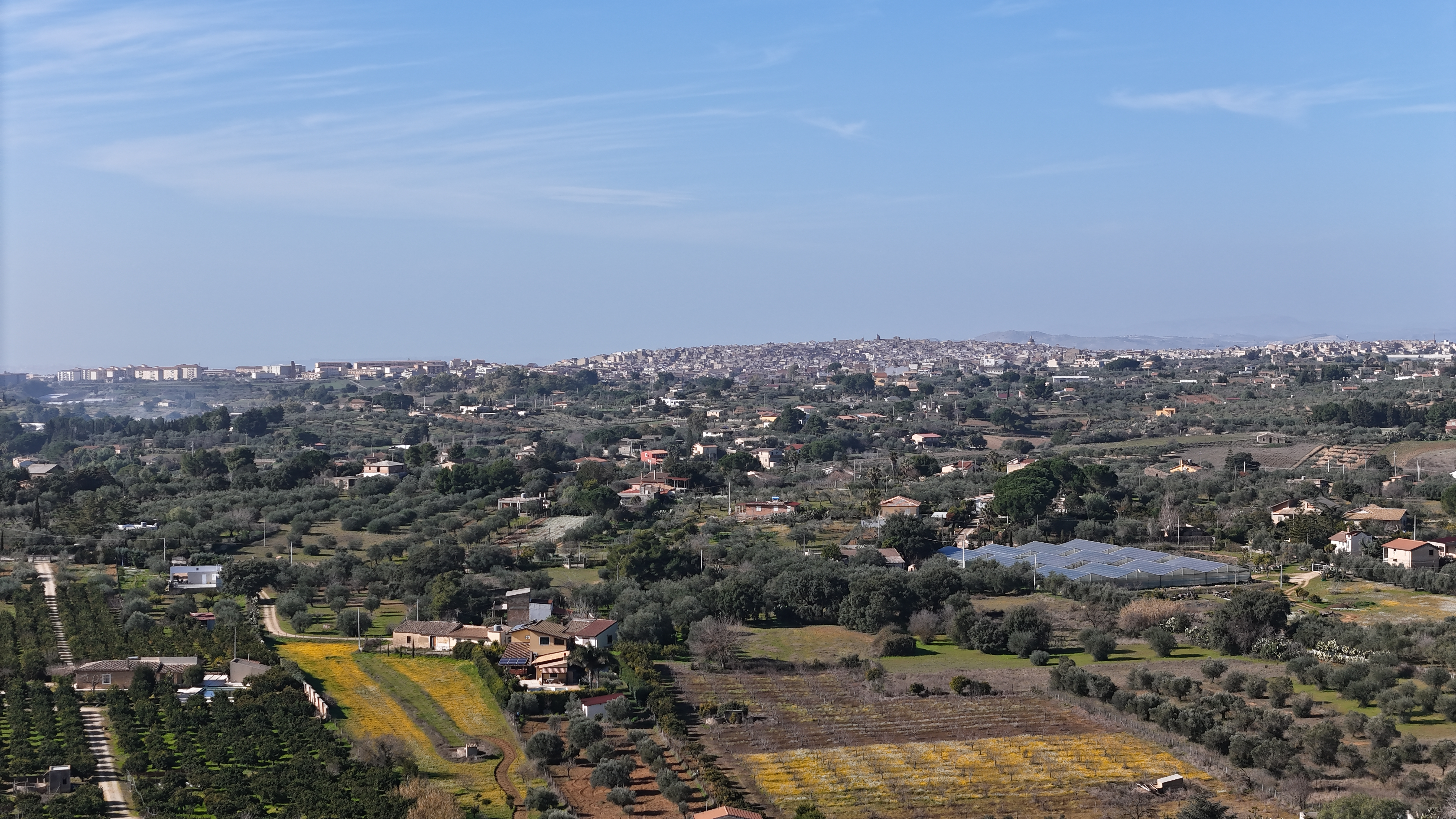
Vista aerea da Est del centro abitato con lo sviluppo della C.da Vituso

Il territorio di Niscemi si inserisce in un contesto geologico caratterizzato da colline argillose mioceniche, ricoperte da un ampio mantello di sabbie plioceniche, tufi calcarei e conglomerati.

### Clima
La zona climatica di Niscemi è di fascia C; di conseguenza l'accensione degli impianti termici di cui al D.P.R. n. 412 del 26 agosto 1993 è consentita dal 15 novembre al 31 marzo per un massimo di dieci ore giornaliere.
Il clima di Niscemi è di natura mediterranea, con inverni miti ed estati calde. Le medie invernali si aggirano tipicamente intorno ai 10°C, mentre le medie estive non raggiungono i 30 °C. Le precipitazioni, piuttosto rare, si concentrano principalmente tra i mesi autunnali ed invernali. Di seguito è riportata la tabella riassuntiva dei principali dati meteorologici riferiti al territorio comunale.
| Niscemi             | Mesi | Mesi | Mesi | Mesi | Mesi | Mesi | Mesi | Mesi | Mesi | Mesi | Mesi | Mesi | Stagioni | Stagioni | Stagioni | Stagioni | Anno |
| Niscemi             | Gen  | Feb  | Mar  | Apr  | Mag  | Giu  | Lug  | Ago  | Set  | Ott  | Nov  | Dic  | Inv      | Pri      | Est      | Aut      | Anno |
| ------------------- | ---- | ---- | ---- | ---- | ---- | ---- | ---- | ---- | ---- | ---- | ---- | ---- | -------- | -------- | -------- | -------- | ---- |
| T. max. media (°C)  | 12,5 | 12,9 | 14,3 | 16,6 | 20,7 | 24,7 | 27,2 | 27,7 | 25,4 | 21,2 | 17,3 | 13,9 | 13,1     | 17,2     | 26,5     | 21,3     | 19,5 |
| T. media (°C)       | 9,3  | 9,5  | 10,7 | 12,9 | 16,7 | 20,7 | 23,2 | 23,8 | 17,7 | 21,6 | 13,9 | 10,8 | 9,9      | 13,4     | 22,6     | 17,7     | 15,9 |
| T. min. media (°C)  | 6,2  | 6,2  | 7,2  | 9,2  | 12,8 | 16,7 | 19,2 | 20,0 | 17,9 | 14,3 | 10,6 | 7,8  | 6,7      | 9,7      | 18,6     | 14,3     | 12,3 |
| Precipitazioni (mm) | 56   | 41   | 37   | 28   | 17   | 6    | 4    | 12   | 30   | 78   | 60   | 59   | 156      | 82       | 22       | 168      | 428  |

## Origini del nome
Sull'origine del toponimo, verosimilmente arabo, sono state formulate varie ipotesi. Una possibilità, sostenuta da Gaetano Trovato, è che derivi dalla pianta dell'olmo oppure da Grewia parviflora, in arabo نشم‎?, našam. Un'altra possibilità è quella di una parola che contenga la radice n-š-m, con il riferimento a macchie bianche e nere.

## Storia

### Origini
La presenza di insediamenti umani nel territorio di Niscemi, risale all'epoca neolitica, in particolare tra il III ed il II millennio a.C., come testimoniato dalla presenza di numerose tombe a forno scavate nella roccia.
Tracce attribuibili alla cultura sicana risalgono, invece, ad un periodo risalente alla prima età dei metalli. Si trattava, principalmente, di piccoli villaggi che vivevano di caccia e agricoltura e che vivevano in capanne di paglia. Durante questo periodo erano diffuse l'industria litica, della ceramica e quella relativa alla produzione di utensili di uso quotidiano.
Successive testimonianze di insediamenti nel territorio di Niscemi si possono ricostruire grazie alla presenza delle necropoli caratterizzate da tombe a tholos e a forno nel periodo castellucciano, risalenti al XIII secolo a.C. realizzate durante la tarda età del bronzo. A conferma di ciò, un passo del secondo volume del Dizionario Topografico della Sicilia, redatto da Vito Amico, riporta: «sia nei fianchi che nelle falde del colle occorrono sepolcri anche per corpi giganteschi, monete di ogni metallo, vasi, lucerne, ampolle, e più di un pavimento saccheggiato coll'epigrafe Alba si è rinvenuto». Durante questo secolo i villaggi castellucciani si trasformarono progressivamente in insediamenti fortificati, probabilmente a causa dell'avvento dei siculi, che costrinsero gran parte delle popolazioni più pacifiche a spostarsi verso territori più tranquilli.
A partire dal VII secolo a.C., successivamente all'insediamento dei coloni rodio-cretesi nel territorio di Gela, le campagne del territorio niscemese furono occupate per poter essere coltivate intensamente: sorsero numerose fattorie, i terreni furono lottizzati e le risorse naturali sfruttate al massimo.
Tuttavia, a partire dal V secolo a.C., in seguito alla seconda invasione cartaginese, la relativa tranquillità degli insediamenti nel territorio di Niscemi fu sconvolta e molti abitanti furono costretti a fuggire e ad abbandonare le loro fattorie.
Nel III secolo d.C. la vasta plaga, situata circa ad un chilometro ad occidente del centro abitato odierno, compresa tra il fiume Achates ed il fiume Gela, fu assegnata al patrizio Calvisio e prese il nome di Plaga Calvisiana. Sorse un fiorente villaggio che sopravvisse fino al IX secolo d.C., quando gli arabi lo distrussero definitivamente.
Successivamente gli arabi costruirono un borgo fortificato sulla collina dove sorge l'attuale centro abitato e vi diedero il nome Fata-nascim traducibile come "passo dell'olmo", accorciato in un successivo momento in Nasciam. Durante l'occupazione araba il regime della proprietà fondiaria ed i sistemi di coltivazione della terra cambiarono radicalmente: i vasti latifondi furono suddivisi in piccoli lotti, eccetto per le proprietà demaniali. Inoltre la coltivazione dei cereali e la pastorizia furono ristrette solo ai terreni adatti, si provvedette alla ripopolazione del manto boschivo, si intensificò la produzione di olio e si introdussero le coltivazioni di carrubbo, gelso, pistacchio e nocciolo. Nella metà del XIII secolo, tuttavia, a causa delle lotte interne tra musulmani e normanni, la cittadina fu completamente distrutta e i suoi abitanti furono costretti a fuggire in cerca di un luogo più sicuro dove vivere.

### Fondazione e periodo normanno
A seguito della conquista normanna, con diploma del 1143 fu fondata una nuova città con il nome di Nixenum. Diventato un feudo rustico il territorio subì radicali mutamenti fin quando, nel 1324, un ramo della famiglia Branciforte, si trasferì da Piacenza in Sicilia (nel XIII secolo) e comprò la terra di Nixenum.
Nel 1624, la nobildonna Giovanna Branciforte, vedova di Giovanni Branciforte Barrese, principe di Butera, a nome del figlio Giuseppe (1619-1675), prese possesso della baronia di Niscemi. Due anni dopo, per far conferire i titoli nobiliari al figlio, chiese ed ottenne dal cardinale Giovanni Doria la licentia populandi del feudo di Niscemi. La neonata baronia di Niscemi era costituita da quattro feudi, anche se taluna documentazione ne riporta l'esistenza di quattordici. Il centro del borgo fu scelto vicino al bosco di Castellana, ove la leggenda narrava del ritrovamento del quadro della Madonna. Le strutture preesistenti, a causa delle precarie condizioni economiche, non furono distrutte, ma riutilizzate. Non fu costruito un castello, ma si scelse di adoperare, come avamposto di difesa, una torretta sita in contrada Castellana.
Il principe Branciforte, per privilegio dato dal re Filippo IV di Spagna il 25 marzo 1627, esecutoriato il 18 maggio dell'anno medesimo, ottenne il titolo di I principe di Niscemi. Nel 1640, lo stesso feudatario decise di dare un nuovo assetto urbanistico al borgo, disegnando una nuova planimetria secondo le pratiche urbanistiche del tempo, che prevedevano la presenza di una piazza centrale in cui emergeva la Chiesa Madre. Il Principato di Niscemi durò fino al 1661, quando il Branciforte vendette il relativo titolo a Vitale Valguarnera Lanza, duca dell'Arenella, e perciò venne ridotto a rango di semplice terra baronale.
Nel 1693 il terremoto del Val di Noto, che distrusse buona parte della Sicilia orientale, danneggiò buona parte del borgo di Niscemi, pur non provocando vittime. Si rese necessaria la ricostruzione di gran parte dell'abitato, tuttavia la planimetria non mutò e le principali chiese furono ricostruite nel luogo originale di edificazione.

### Età contemporanea
Il 19 marzo 1790 le terre a sud del centro abitato furono sconvolte da un rivolgimento tellurico di proporzioni paurose, caratterizzato da aperture della terra e dall'emissione di calore ed emissioni nauseabonde. Sorse, inoltre, un piccolo cono vulcanico che emetteva vapore e calore. Lo sconvolgimento, tra lo spavento della popolazione, durò per otto giorni consecutivi.

Planimetria di Niscemi nel XVIII secolo

Il 10 ottobre 1838 Re Ferdinando II, con tutto il suo seguito, passò da Niscemi, lamentandosi con l'amministrazione della città per il pessimo stato delle strade. Il 12 gennaio 1848 la città prese parte all'insurrezione popolare contro il governatore borbonico: in quest'occasione Salvatore Masaracchio fu insignito del ruolo di comandante della Guardia nazionale. Il 24 maggio 1860 la città aderì alla rivoluzione garibaldina. La sera del 26 luglio 1860 i soldati garibaldini furono ospitati presso la Chiesa di Sant'Antonio da Padova e, nella stessa chiesa, si votò, il 21 ottobre dello stesso anno il plebiscito che sancì l'annessione della Sicilia all'Italia.
Successivamente all'unità d'Italia il paese fu scosso da violenze, furti e rapine a danno principalmente di nobili: la banda, a cui capo vi era Salvatore Di Benedetto, soprannominato Parachiazza, imperversò nelle campagne per diversi anni, finché fu definitivamente sgominata. Il figlio di Parachiazza, Matteo Di Benedetto, uccise nel 1864 Salvatore Masaracchio, all'epoca dei fatti sindaco di Niscemi.
Nel 1891 un gruppo di giovani intellettuali niscemesi fondò il Fascio dei Lavoratori, secondo in tutta la Sicilia dopo quello di Catania. Di ispirazione socialista, consentì ai contadini di ottenere nel 1897 la lottizzazione e l'assegnamento delle terre demaniali ex feudali.

Piazza Vittorio Emanuale III in una cartolina d'epoca risalente agli inizi del XX secolo

Nel 1922, subito dopo l'instaurazione del regime fascista, il militante socialista Salvatore Noto fu assassinato nella piazza principale del paese da squadristi fascisti.

Piazza Vittorio Emanuale III in una foto risalente all'epoca fascista

Tra le due guerre mondiali, Niscemi fu caratterizzata da un nuovo periodo turbolento caratterizzato da rapine, scassinamenti e violenze varie, causate principalmente dalla miseria e dalla disoccupazione.  Molti lavoratori si organizzarono in associazioni e lottarono per la concessione delle terre incolte. Nella seconda guerra mondiale Angela Basarocco in un ospedale di Niscemi fece un atto eroico che salvò i soldati dalla fucilazione. Gli stessi fenomeni avvenuti tra le due guerre mondiali si verificarono anche dopo la seconda guerra mondiale: nel 1947 una manifestazione popolare, a cui parteciparono più di quattromila lavoratori, degenerò in violenze e saccheggiamenti. Le proteste dei lavoratori si conclusero nel 1951, quando gran parte dei lavoratori, preferirono emigrare in cerca di lavoro.
Negli anni quaranta del XX secolo imperversò il banditismo nel territorio e prese piede la cosiddetta Banda dei Niscemesi i cui capi erano Rosario Avila e Salvatore Rizzo. Rosario Avila fu trovato morto nel 1946, dopo che su di lui era stata messa una taglia. Con la sua morte l'intera banda si disgregò e tutti i suoi componenti furono tutti catturati o uccisi.
Il 12 ottobre 1997 si verificò un evento franoso. La frana non causò vittime ma provocò il danneggiamento di decine di edifici e lo sfollamento di 117 famiglie del quartiere Sante Croci della città. Complessivamente rimasero senzatetto circa cinquecento persone. Risultò particolarmente danneggiata la Chiesa delle Sante Croci che, successivamente, fu demolita. Gran parte delle case che furono danneggiate erano state costruite abusivamente nel corso degli anni sessanta. Solo dopo quattordici anni dall'evento, nel 2011, le famiglie colpite sono state risarcite del danno subito. Successivamente, sono stati definitivamente abbattuti i ruderi delle abitazioni inagibili.

La chiesa delle Sante Croci dopo la frana.

Tra gli anni ottanta e gli anni novanta, la città è stata soggetta ad una escalation di problemi di legalità che hanno causato, nel 1992 e nel 2003, il commissariamento della giunta comunale per condizionamento mafioso.
Il 21 settembre 2014, a seguito di un referendum confermativo, la popolazione di Niscemi ha votato a favore del distacco dal Libero Consorzio dei Comuni di Caltanissetta e dell'adesione al Libero Consorzio Comunale di Catania. In seguito alla delibera del consiglio comunale di giorno 26 ottobre 2015 Niscemi dichiara la volontà di aderire alla Città metropolitana di Catania. L'adesione è stata tuttavia bocciata dalla commissione Affari istituzionali dell'ARS.

### Simboli

Stemma del comune di Niscemi

Gonfalone del comune di Niscemi

Lo stemma di Niscemi è riconosciuto dal D.P.R. del 24 aprile 2000. I simboli raffigurati sono l'aquila e la torre. La descrizione araldica dello stemma è:
La blasonatura del gonfalone è la seguente:

## Monumenti e luoghi d'interesse

### Centro storico
Il centro storico risale alla seconda metà del XVII secolo. La piazza Vittorio Emanuele III ha forma rettangolare e su di essa si affacciano la Chiesa Santa Maria d'Itria e la Chiesa dell'Addolorata, oltre che il Palazzo di Città.

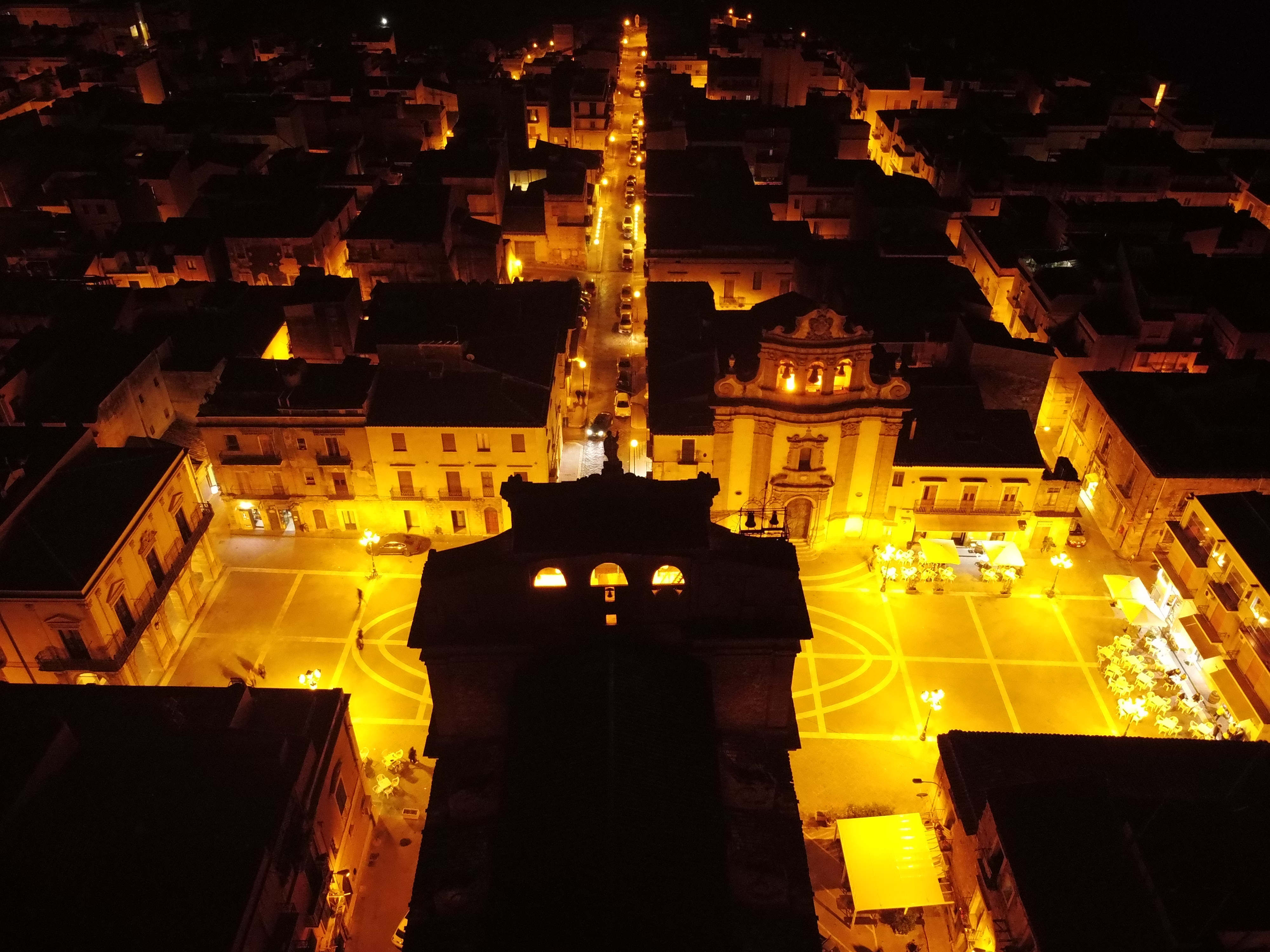
Vista aerea e notturna della Piazza Vittorio Emanuele, dal retro della Chiesa S.M. d'Itria

### Architetture religiose

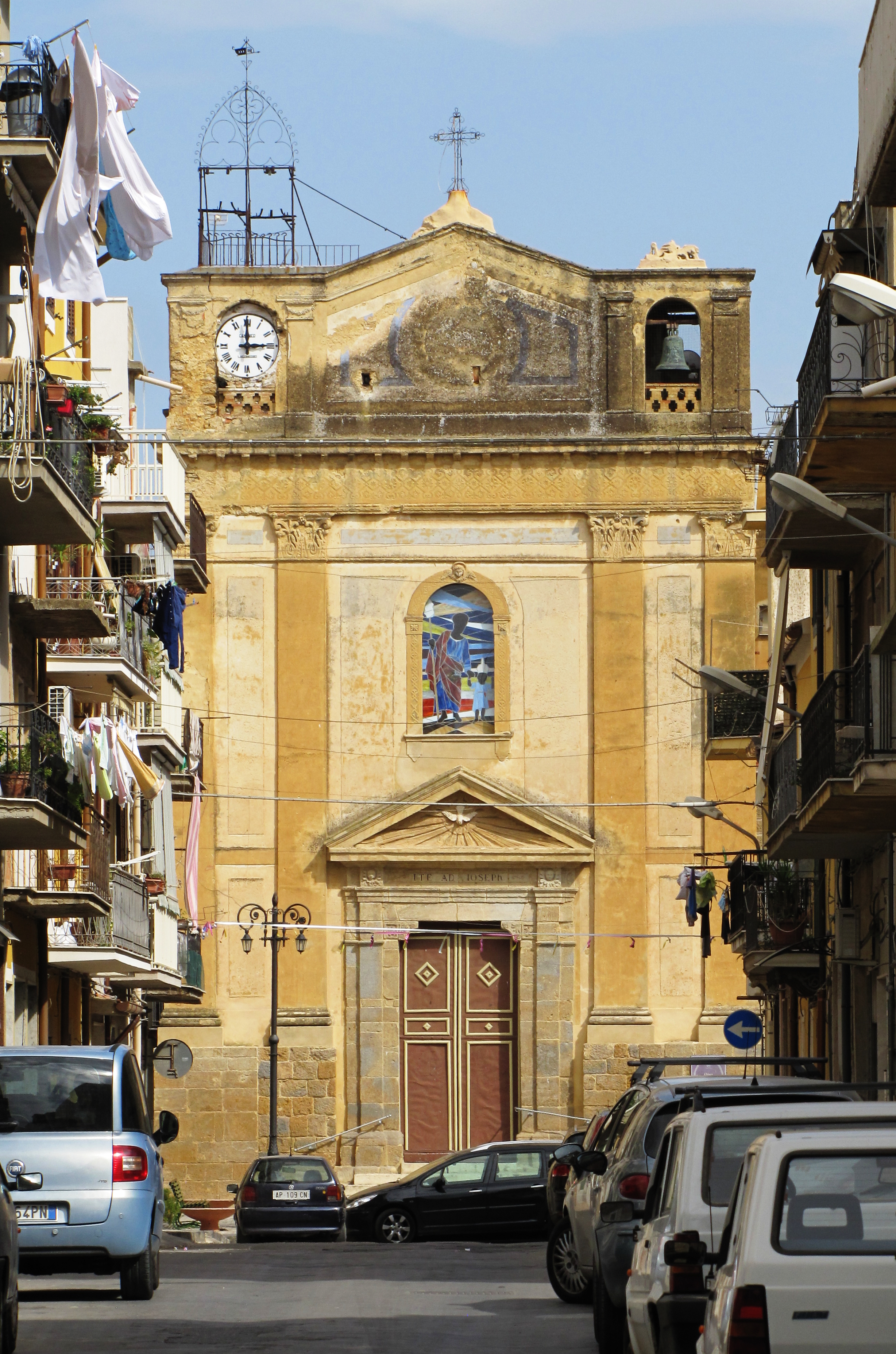
Facciata principale della Chiesa di San Giuseppe

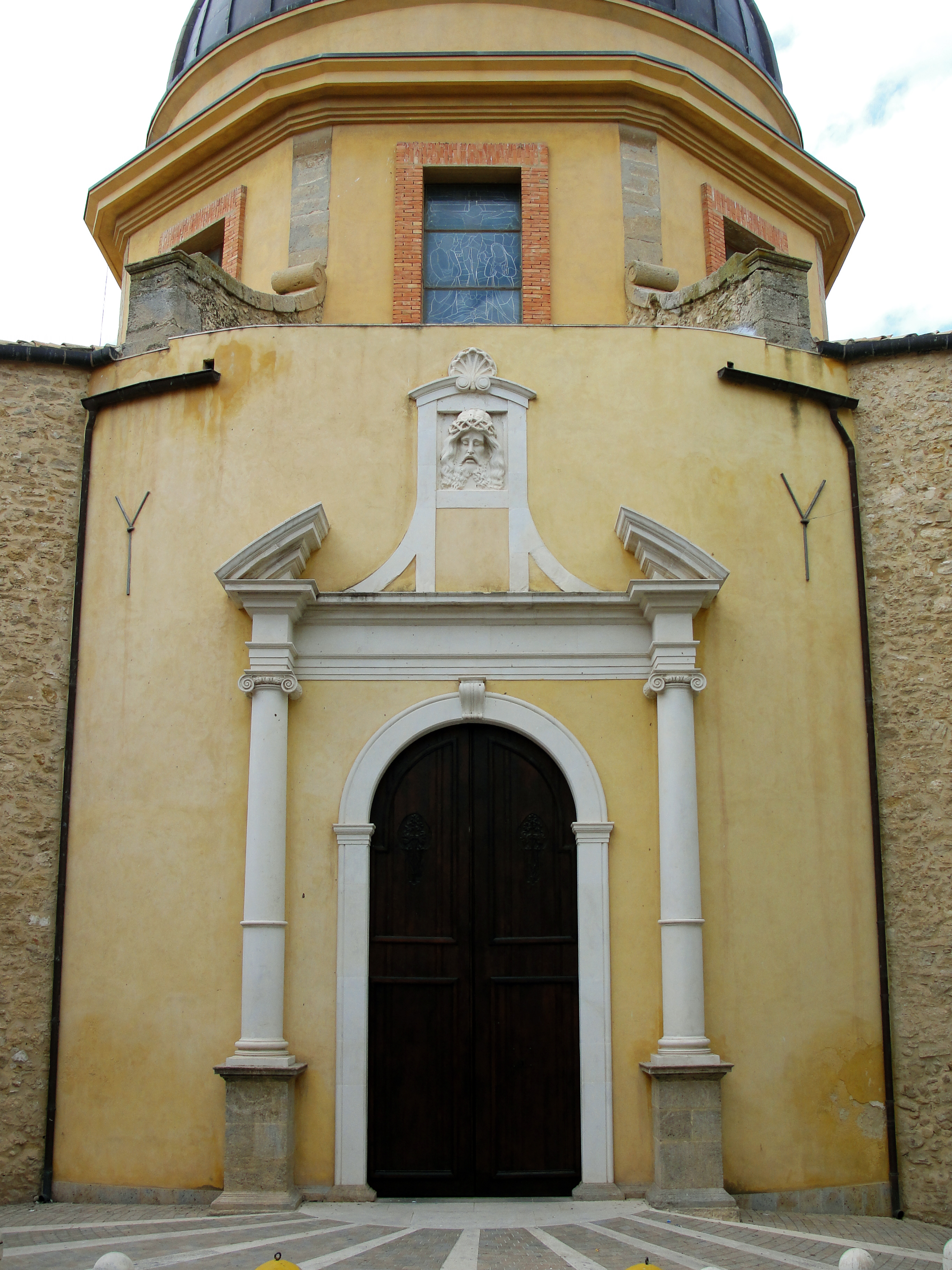
Ingresso della Chiesa delle Anime del Purgatorio

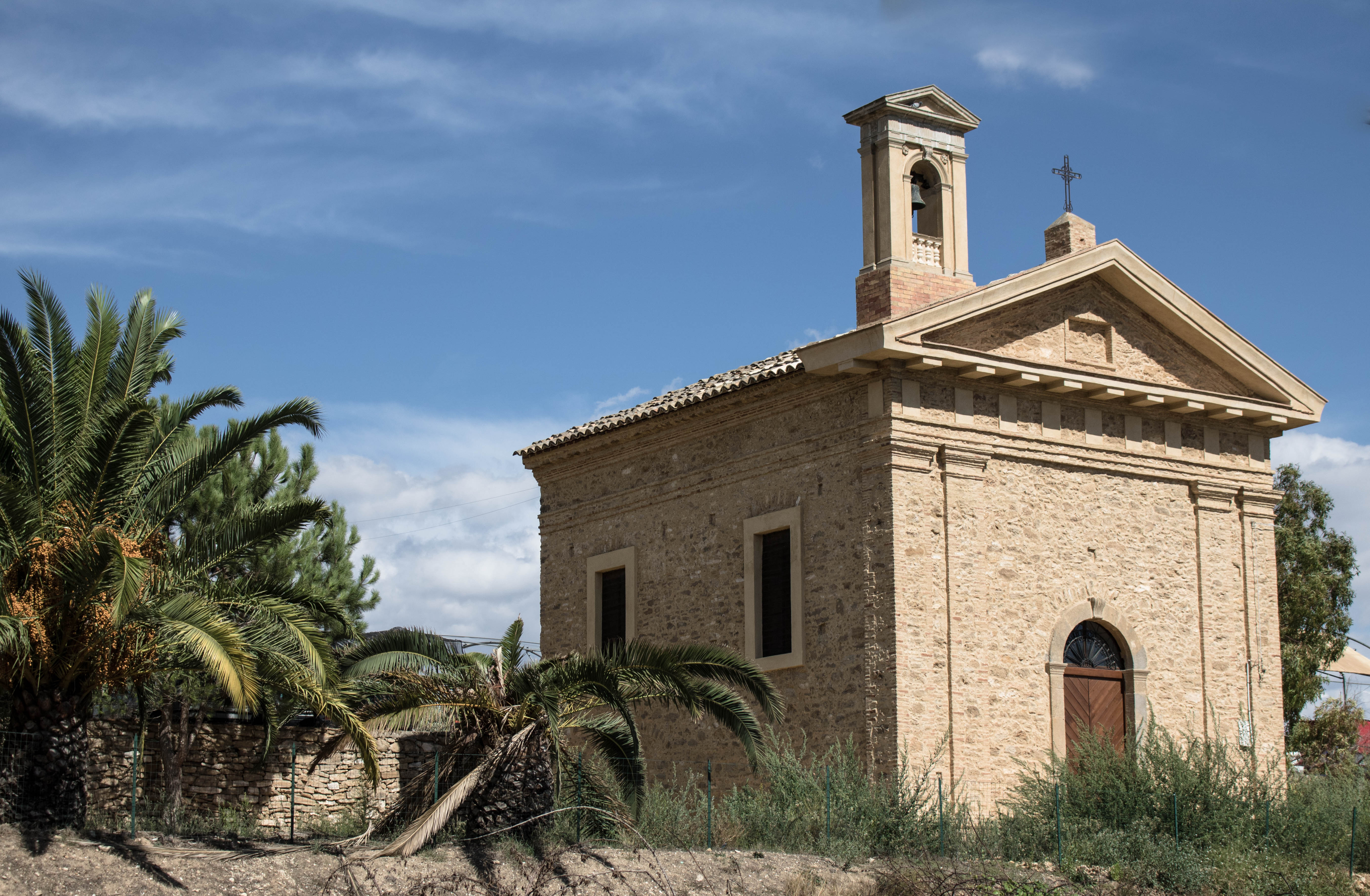
Chiesa San Giuseppe d'Atanasio

Chiesa di Santa Maria D'ItriaSorge in piazza Vittorio Emanuele III. Ricostruita dopo il terremoto del 1693 a partire dal 1742 con il contributo della popolazione e sotto la direzione dell'architetto messinese Giuseppe La Rosa, è una chiesa a croce latina con tiburio centrale, presenta quattro nicchie laterali con le statue degli evangelisti Giovanni e Marco e gli apostoli Pietro e Paolo. La facciata è incompleta nel fastigio terminale. Gli interni furono decorati tra il 1863 e il 1864.

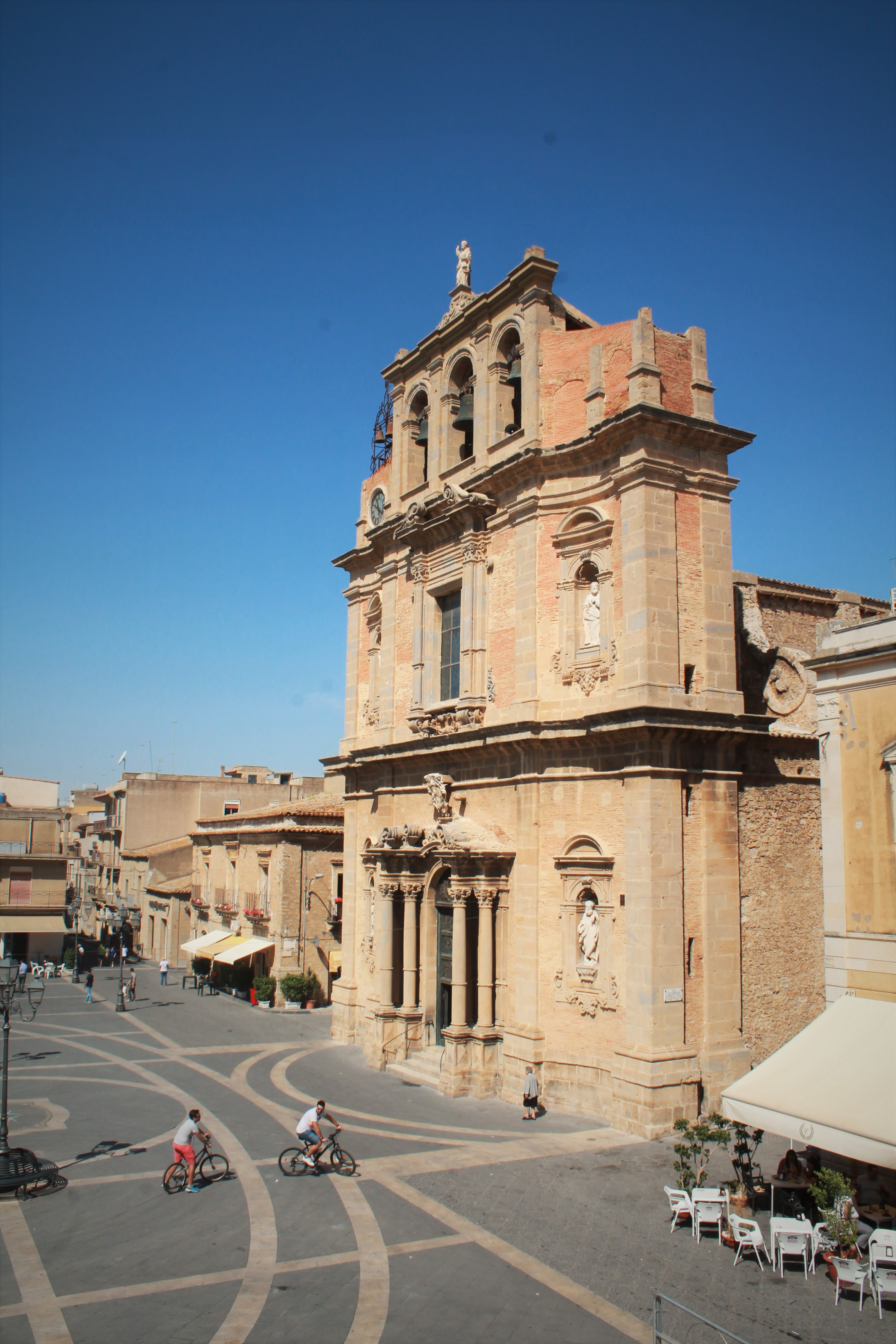
Chiesa di Santa Maria D'Itria

Chiesa dell'AddolorataFondata nel 1753, sul sito di una rusticana aedicula, ad opera dell'architetto calatino Silvestro Giugliara. La sua architettura si sviluppa intorno ad uno spazio centrale a forma di ottagono allungata a navata unica con portale ad arco. All'esterno esibisce un raffinato prospetti settecentesco della Sicilia barocca. La facciata presenta una convessità rimarcata dalle quattro lesene, concluso dal profilo ondulato del coronamento della cella campanaria raccordata alla fabbrica da eleganti volute. Una mostra in pietra incornicia il portale d'ingresso e la finestra sovrastante. Sotto il livello del pavimento si apre una cripta con un altare, gli essiccatori, ossai e sepolture riservati in passato ai confrati e alle consorelle del SS. Crocifisso.

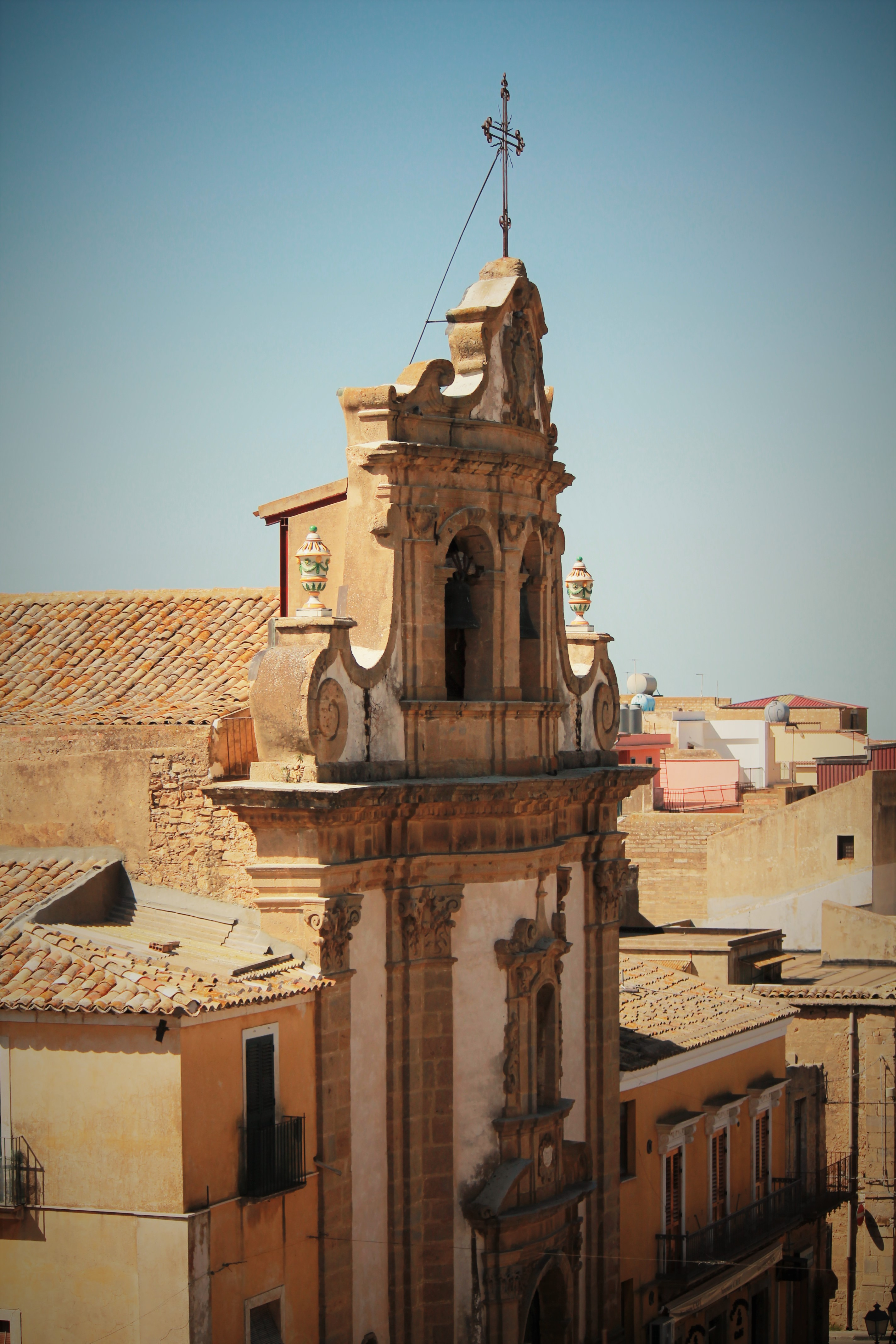
Chiesa dell'Addolorata

Chiesa di Sant'Antonio da PadovaRicostruita anch'essa dopo il terremoto, a partire dal 1746, fu restaurata nel XX secolo. È una chiesa a navata unica, a pianta rettangolare, con campanile a torre (posto insolitamente nel lato posteriore dell'edificio) e sagrestia addossata. La facciata è in intonaco liscio, con fastigio terminale in forma di piccolo frontone triangolare. Il portale in conci di pietra è decorato a bassorilievo. Un imponente organo fu installato nel 1810 su un soppalco costruito sopra il portone di ingresso.

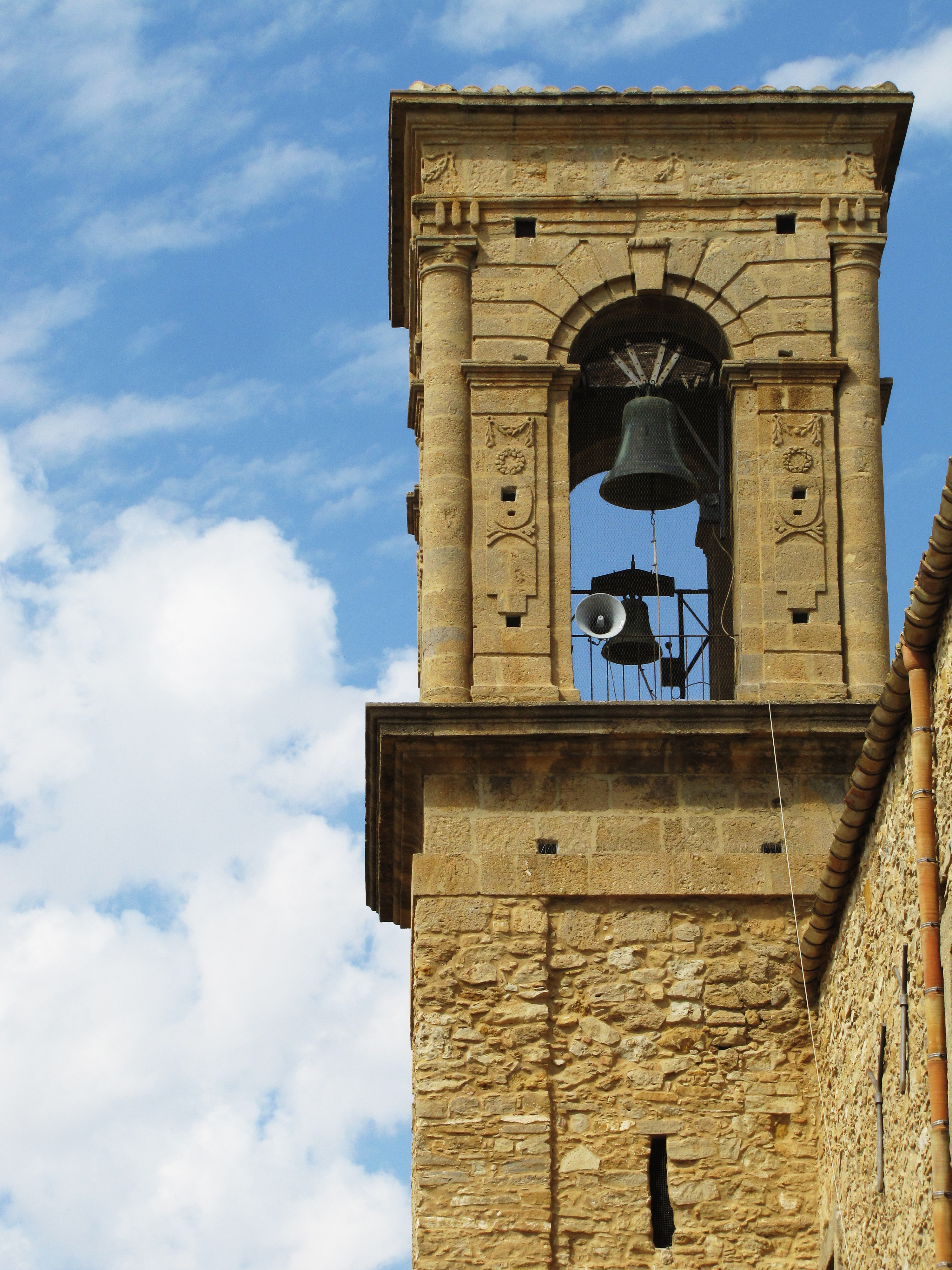
Il campanile della chiesa di Sant'Antonio da Padova

Chiesa Maria SS. della GraziaEdificata nel 1773, sorge ad ovest di piazza Vittorio Emanuele III e fu salvata dall'abbandono nel 1947. Fu edificata sui resti di una primitiva chiesetta rustica della Niscemi feudale per volontà del barone Iacona con il consenso del principe Ercole Michele Branciforte. La facciata fu completata nel XIX secolo ed è ripartita in tre ordini, di cui l'ultimo accoglie la cella campanaria ed il secondo un'edicola con la statua di San Gaetano. L'interno è ad un'unica navata, con volte a botte e ricca decorazione a fresco tipicamente barocca. Ci si riferisce ad essa, pur inappropriatamente, come Chiesa di Santa Lucia.

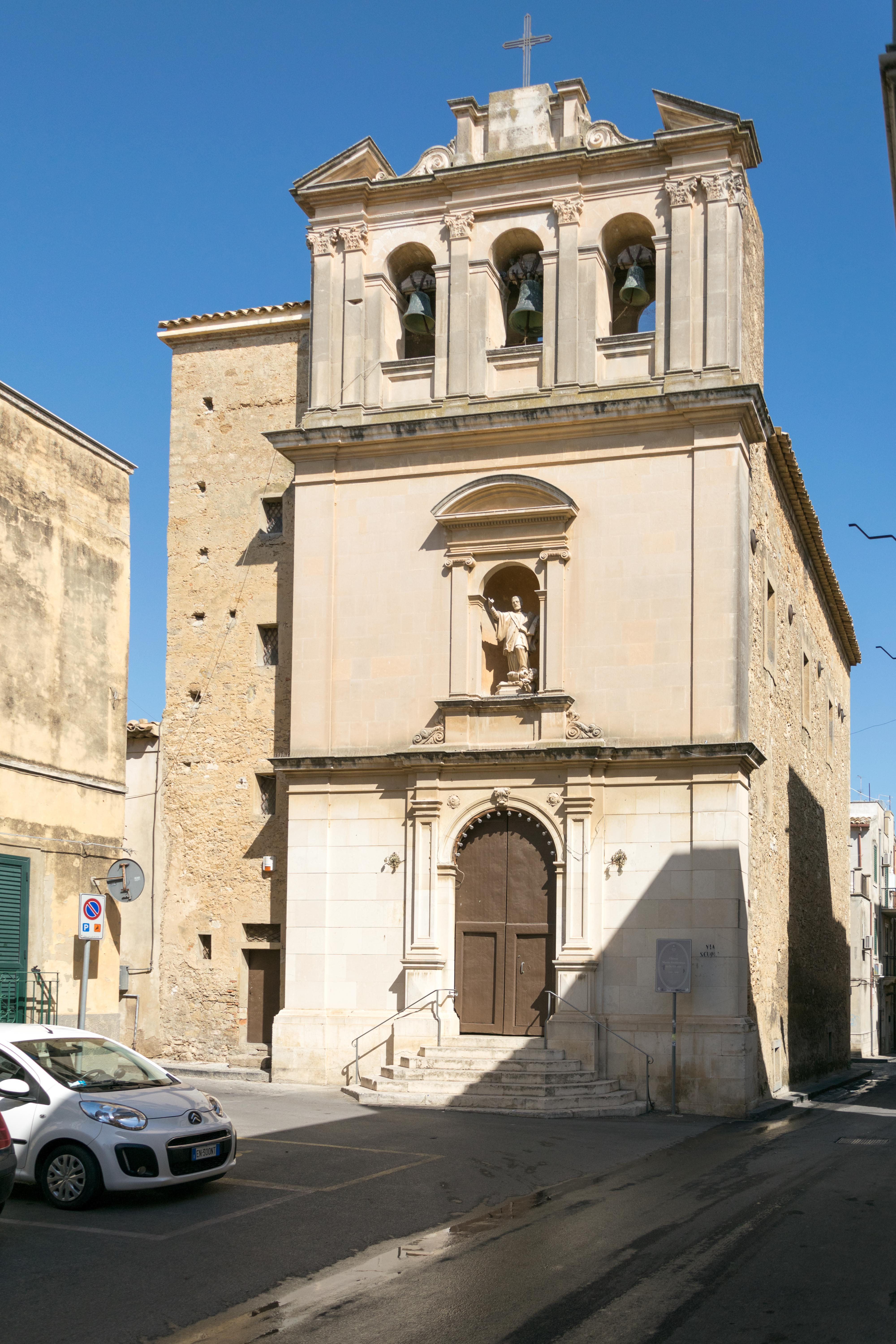
Chiesa Maria SS. della Grazia

Santuario Maria SS. del BoscoSorge su resti di una piccola cappella distrutta dal terremoto. Fu edificato tra il 1749 ed il 1758 sotto la direzione del capomastro e architetto Silvestro Gugliara. La chiesa è ad una sola navata con pianta ellittica allungata, la facciata è in stile barocco e presenta un'equilibrata compostezza e sobrietà nelle decorazioni. La chiesa conserva in una piccola nicchia le pietre costituite da due candelieri e dalla base che sosteneva la croce, rinvenute, secondo la tradizione, nel 1599 in occasione del rinvenimento del quadro della Madonna. L'altare maggiore raffigura angeli che, guidati dalla mano di Dio, reggono il sacro dipinto della Madonna nel gesto di portarlo verso la fonte del ritrovamento. Dietro la pala, una nicchia custodisce una copa del quadro, opera di un monaco di Caltagirone, perché l'opera originale si perse in occasione di un incendio verificatosi nel 1769 mentre si trovava presso la chiesa Santa Maria d'Itria. I due altari laterali sono dedicati a San Benedetto e San Giovanni Nepomuceno. La cripta sottostante conserva il pozzetto con la vena d'acqua in cui, si narra, venne trovato il sacro velo con l'immagine della Madonna: indicata come Cappella dell'acqua Santa, dal 1998 è anche battistero.

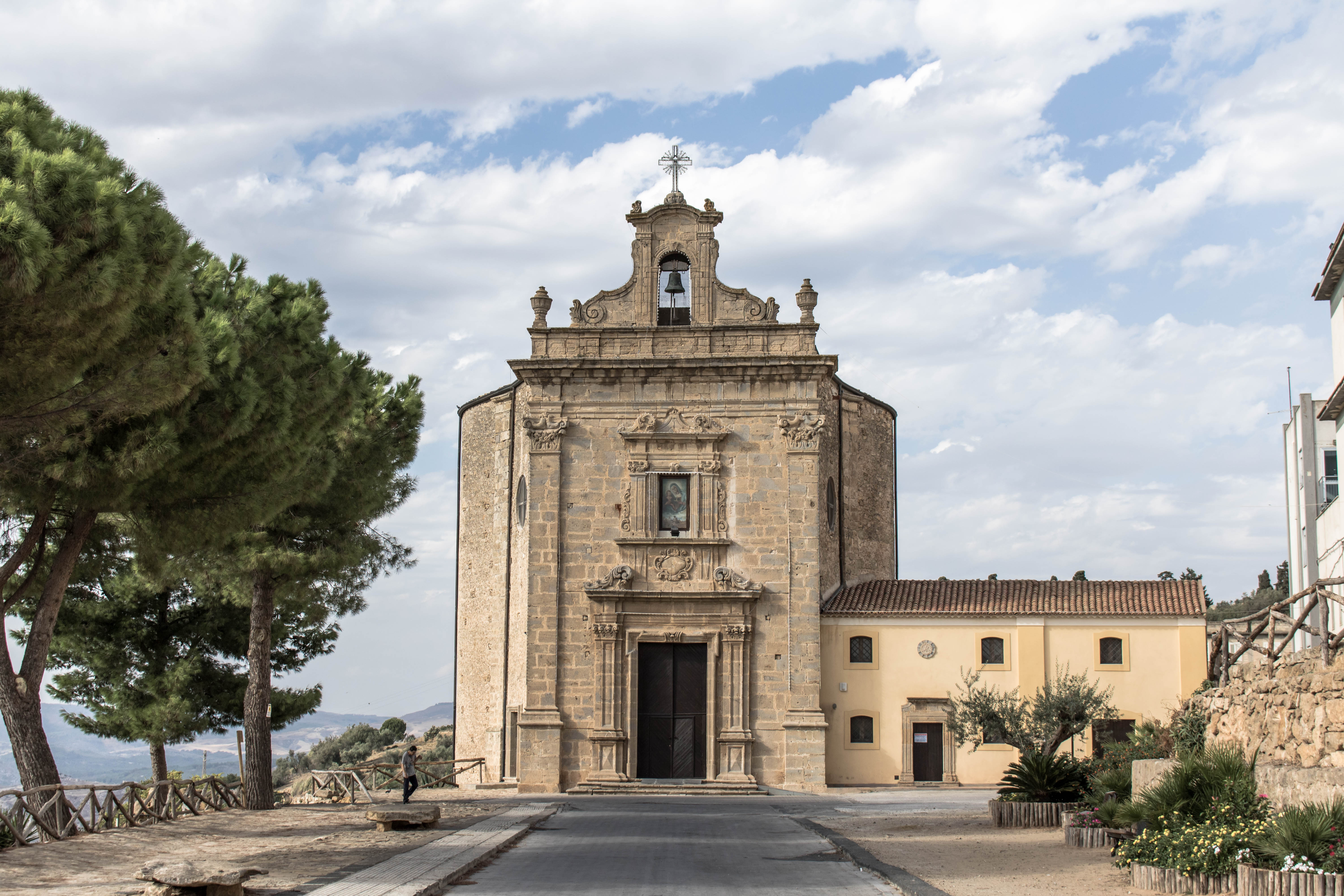
Il Santuario di Maria SS. del Bosco

Chiesa di San GiuseppeCostruita grazie alla contribuzione volontaria di tutta la popolazione, con pietra e calce ricavate dalle cave locali. La facciata è semplice, ad un solo ordine e presenta una eleganza sobria. La pianta è rettangolare ad una sola navata. Rimasta a lungo trascurata, nel 1986 don Giuseppe Giugno, con la contribuzione volontaria di numerosi cittadini ne avviò i lavori di ristrutturazione.
Chiesa Anime del PurgatorioPresenta una pianta a forma di grossa tartaruga disposta in direzione ovest-nord-ovest. Il tetto poggia su archi a pieno sesto sorretti da otto colonne singole in stile toscano con basamento e plinto posti a perfetto cerchio all'interno dell'unica navata circolare.
Chiesa Sante CrociEdificata sul luogo in cui sorgeva in precedenza una piccola cappella senza altare, fu dotata di un piccolo cimitero. Restò lesionata dallo sconvolgimento tellurico che colpì Niscemi nel 1790. La frana dell'ottobre del 1997 lesionò gravemente l'immobile in maniera tale da richiederne la demolizione, avvenuta pochi anni dopo. L'altare maggiore era dedicato al Crocifisso ed era realizzato in marmo bianco con disegni a rilievo in stile barocco e intarsi in marmi colorati. Gli altri due altari erano rispettivamente dedicati a Sant'Alfonso dei Liquori ed a Santa Rita da Cace.

La chiesa Sante Croci in una foto d'epoca

Chiesetta Madonna dello SpasimoSituata all'entrata meridionale del paese venne fondata con il contributo generoso e l'impegno attivo di diverse persone. La facciata delle chiesetta è molto semplice, ma armoniosa e movimentata, racchiusa dalle paraste laterali che contengono il portale centrale in pietra locale ben lavorata con arco a tutto sesto.
Chiesa San FrancescoCostruita tra il 1732 ed il 1739, è caratterizzata da un'unica aula con volta a botte ed un presbiterio a crociera.
Chiesa San Giuseppe d'AtanasioRealizzata nel 1915, in contrada Pilacane, è caratterizzata da un severo stile neoclassico in cotto. Si trova a circa due chilometri dal centro abitato di Niscemi.
Convento di San FrancescoOggi sede dell'ospedale civile, conserva il chiostro originale a pianta quadrilatera, un pozzo centrale ed è caratterizzato dalla presenza di una successione di arcate sorrette da colonne di ordine ionico.

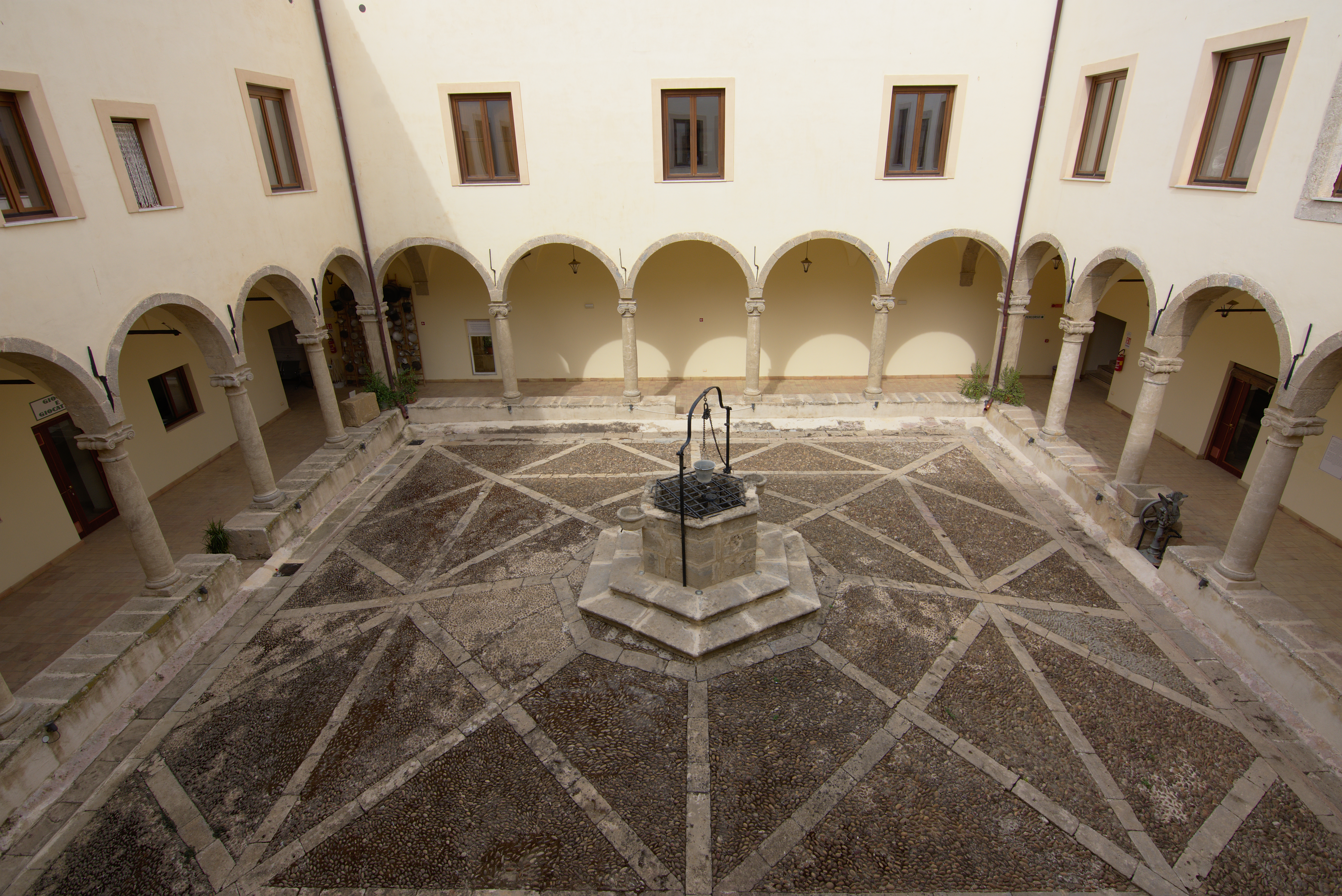
Chiostro del Convento di San Francesco

### Architetture civili
Palazzo di CittàCostruito su un precedente fabbricato adibito a Cancelleria comunale, fu progettato dall'architetto Rosario Crescimone e realizzato dai fratelli Barbagallo. Si presenta come un blocco compatto e ben definito, sobrio ed equilibrato è dotato di un portico a tre arcate. Tutte le decorazioni del prospetto sono state realizzate in pietra di Pilacane.

Palazzo di Città

Palazzo BranciforteCostruito nel 1824 è il più antico edificio civile sopravvissuto. Fu fatto realizzare da Margherita Branciforte, duchessa di Mondragone, giunta a Niscemi nel 1821. È ben definito, caratterizzato da paraste angolari ed a muri perimetrali lisci in pietrame informe.
Palazzo MasaracchioEdificato nel 1840, sito nell'attuale via Regina Margherita, un tempo via Sante Croci. È caratterizzato da una facciata scandita da un ordine unico di paraste su alti plinti, balconi sorretti da mensoloni con decorazione fitomorfa e un fregio sul portone di ingresso.
Palazzo MalerbaSito nella stessa via di Palazzo Masaracchio ed edificato pochi anni prima, nel 1835. Oggi è presente solo la facciata settentrionale, in quanto la parte dell'edificio che sporgeva su Via Regina Margherita venne demolita nel 1966 per realizzare un parcheggio.
Sono presenti altri edifici storici di rilevanza culturale:
- Palazzo Romano sito tra via Regina Elena, via Purgatorio
- Palazzo Camiolo sito tra via XX Settembre, via Mazzini e via Popolo
- Palazzo Iacona
- Palazzo Malerba, sito in via IV Novembre
- Palazzo Samperi
- Palazzo Masaracchio, sito in piazza Vittorio Emanuele III
- Palazzo Tinnirello, sito tra via IV Novembre, via Garibaldi e via Menzo
- Palazzo Gagliano, sito in piazza Vittorio Emanuele III
- Palazzo Le Moli, sito in via Le Moli
- Palazzo Gagliano, sito in via Gagliano
- Casa Guariglia, sita in via IV Novembre
- Palazzo Maugeri (Preti-Buscemi), sito in via Regina Margherita
- Palazzo Malerba, sito tra via Buonarroti e via Mazzini
- Palazzo Iacona-Gallo
- Palazzo Buscemi, sito tra via XX Settembre, via Cordova e via Cavour
- Palazzo Polizzi, sito tra via XX Settembre, via Vacirca e via Le Moli
- Palazzo Buscemi, sito in via Popolo
- Casina Samperi, sita in corso Gramsci
- Fontana Madonna SS. del Bosco

### Terrazzo del Belvedere

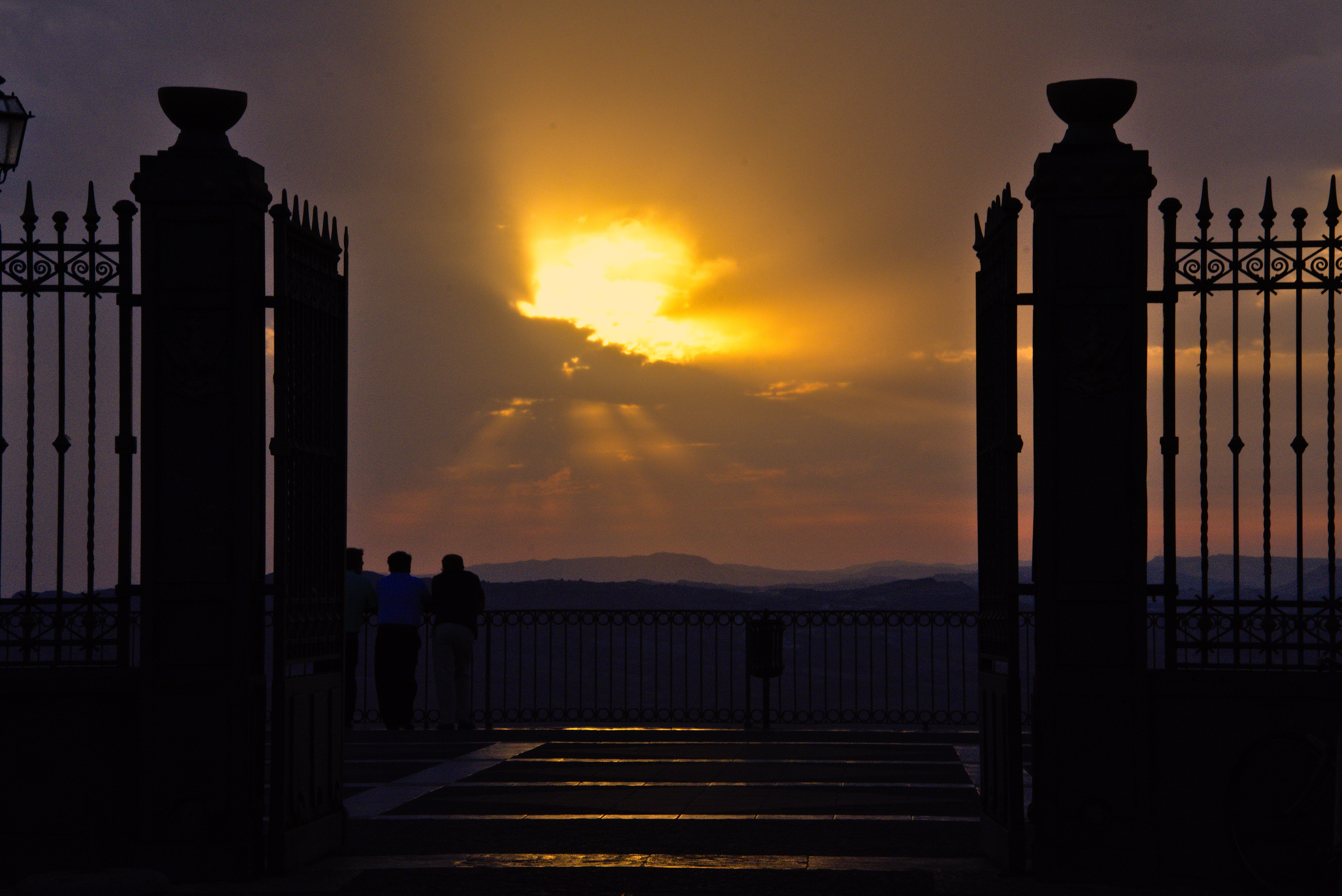
Ingresso del terrazzo del Belvedere

Il Terrazzo del Belvedere, anticamente chiamato Tunnu, è una terrazza panoramica, costruita nel 1803, che offre una magnifica vista sulla piana di Gela e sulla vallata del fiume Maroglio. Fu costruito in stile barocco, all'inizio del XIX secolo, ed è a forma rotondeggiante contornata da ringhiera e panche in ferro battuto. Rappresenta la meta finale della passeggiata nel centro storico. Fu ricostruito nel 1921 a seguito delle lesioni riportate nel corso di uno smottamento.

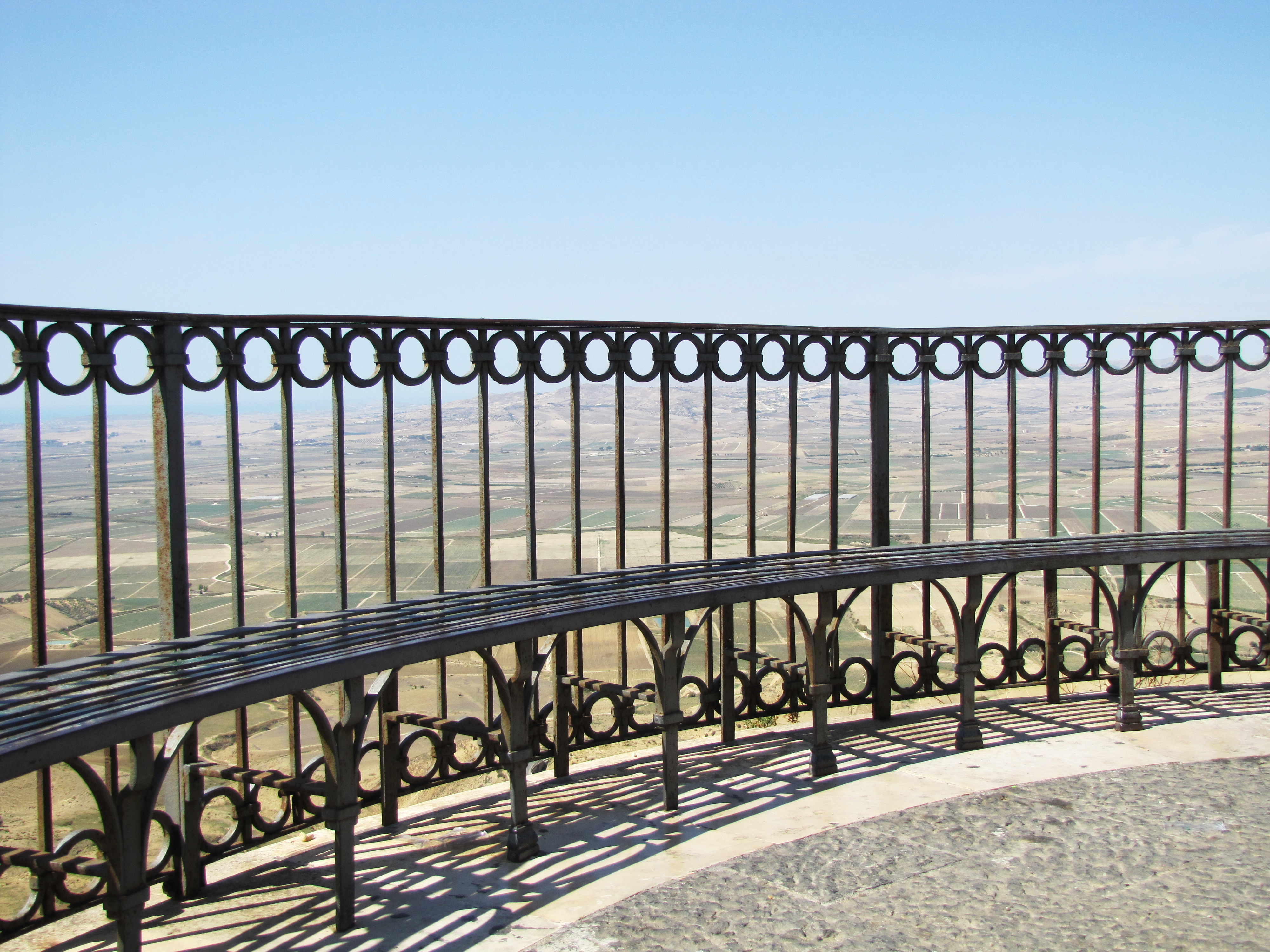
Particolare della ringhiera del terrazzo del Belvedere

Nella zona sottostante al belvedere è stato recentemente costruito un viale dedicato all'aviatore italiano Angelo D'Arrigo che offre una vista panoramica sulla piana di Gela.

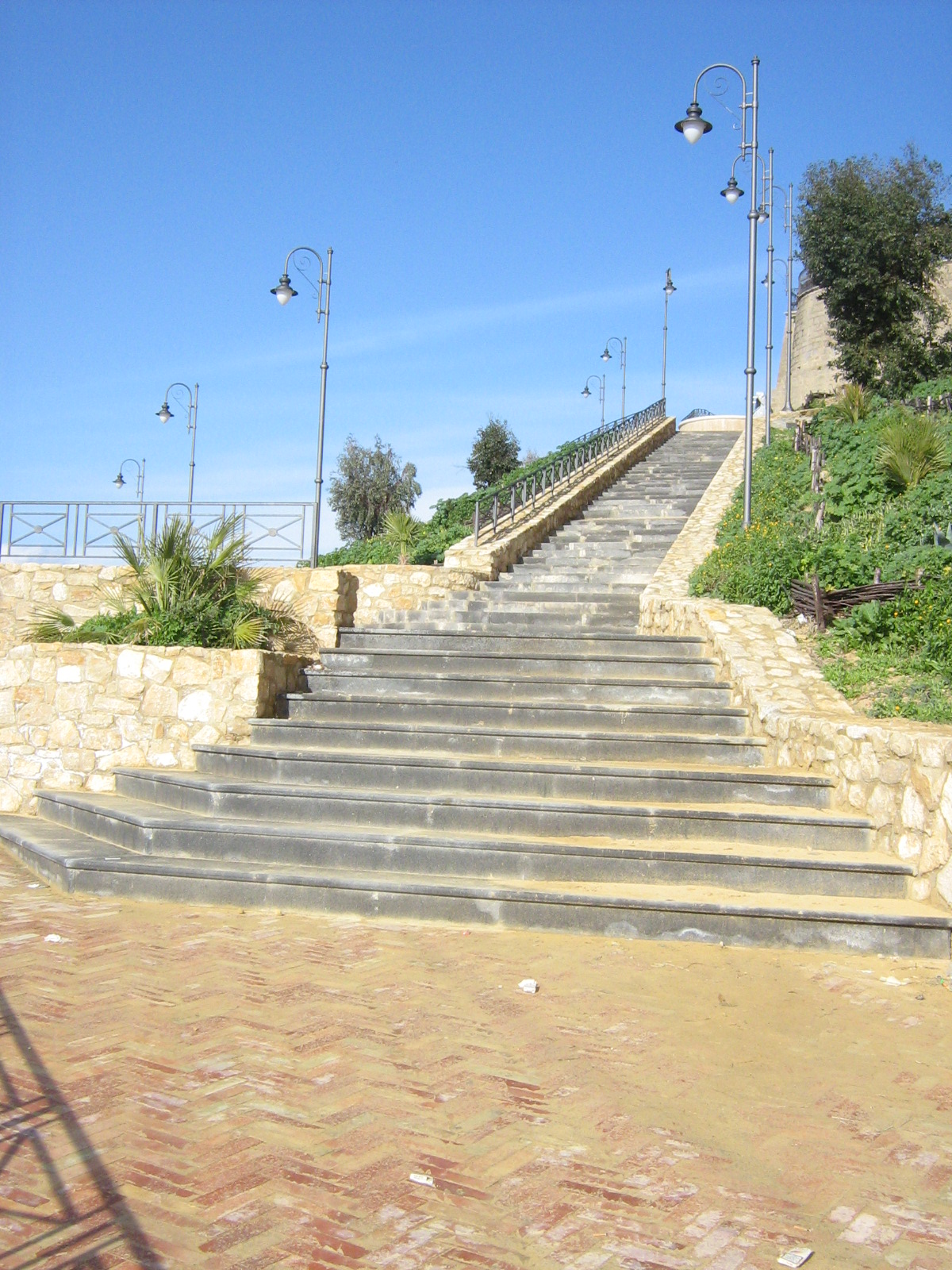
Scalinata del viale Angelo D'Arrigo

### Siti archeologici

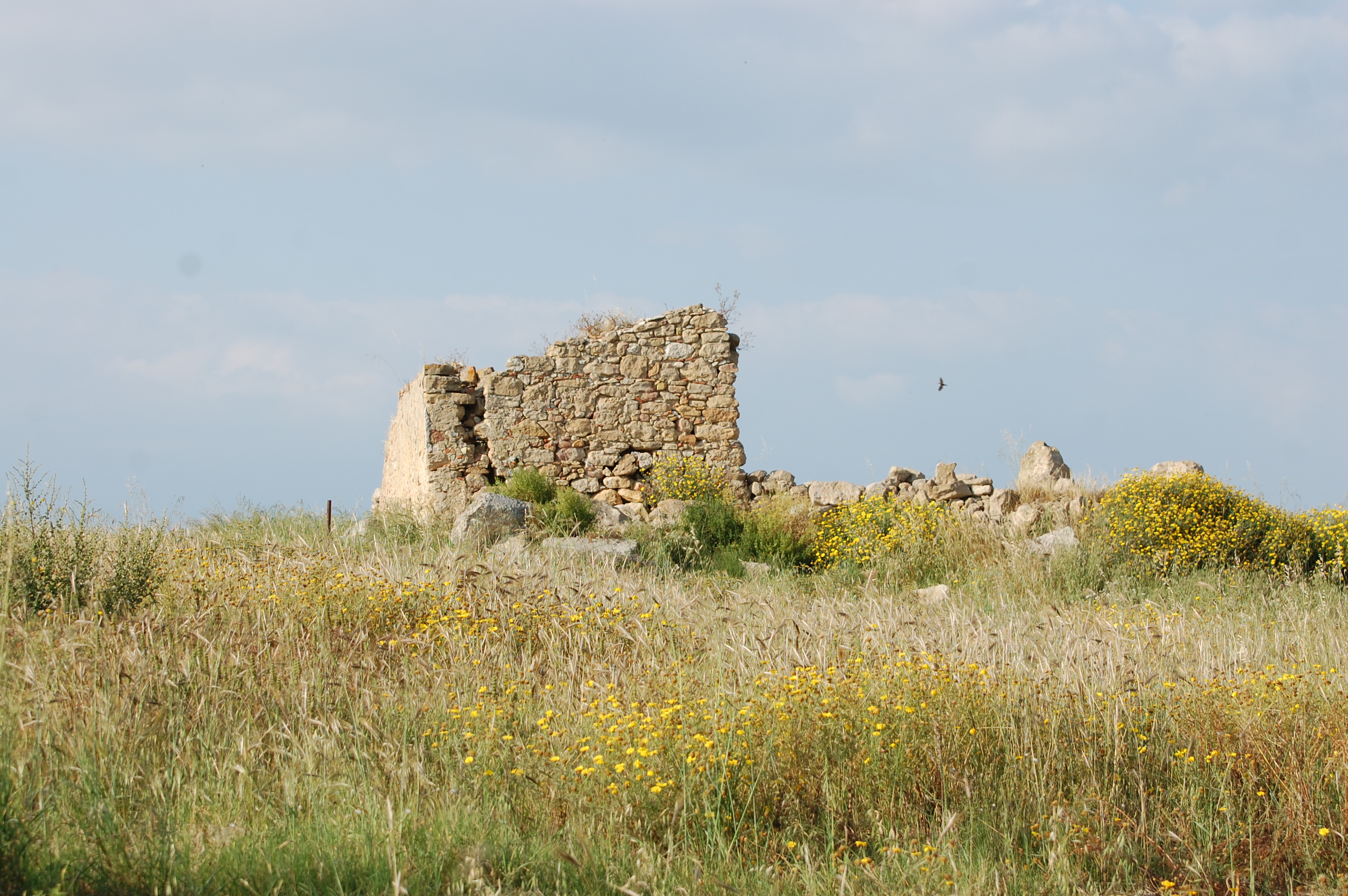
Mansio in contrada Petrusa

In contrada Pitrusa, alle pendici di Niscemi, si trova un sito archeologico di epoca tardo antica.
Sono stati ritrovati i bolli su anfora dei Praedia Galbana, poderi che appartenevano allo stato e che al loro interno erano stanziati magazzini annonari. Rimangono odiernamente i resti di una Mansio, ovvero una stazione di sosta, di età imperiale, gestita dallo Stato per i viaggiatori. Accanto alla mansio sorgeva una stazione per il cambio dei cavalli. Si pensa esistesse un'antica strada, che portava alla contrada Piano Camera, altra zona archeologica.
I recenti scavi archeologici hanno riportato alla luce un complesso termale, sempre in contrada Petrusa. Secondo gli archeologi sono ben visibili e riconoscibili il calidarium (parte delle terme destinate ai bagni caldi o ai bagni di vapore) con il forno di combustione, un vasto vano di tepidarium (parte delle terme destinate ai bagni tiepidi) e le suspensura (pilastri a base quadrata che fungevano da sostegno al pavimento) che spargeva il calore sotto il pavimento, potendo riscaldare così l'acqua.
Sono presenti anche siti archeologici risalenti all'epoca arcaico-classica, tra l'ottavo ed il quinto secolo a.C., nelle contrade Castellana, Arcia e Iacolano, dove sono state rinvenute ceramiche che lasciano intuire la presenza di insediamenti umani dediti allo sfruttamento agricolo del territorio, reso possibile anche dalla presenza del vicino fiume Maroglio. Testimonianze di arcaiche forme di culto religioso sono state, invece, riscontrate a Pisciotto e Valle Madoni, oltre che nella stessa contrada Arcia, dove sono stati rinvenuti resti di antiche necropoli. Secondo molti studiosi, questi ultimi ritrovamenti fanno pensare che il territorio di Niscemi avesse raggiunto un buon livello di organizzazione urbanistica, caratterizzata sia dalla presenza di aree urbane che di aree extraurbane.

### Aree naturali
A Niscemi è presente un'area naturale protetta della Regione Siciliana denominata Sughereta e riconosciuta di interesse comunitario dall'Unione europea. La Riserva sorge a 330 m s.l.m., nella parte meridionale dell'altopiano su cui si colloca il centro abitato e costituisce e, assieme al Bosco di Santo Pietro di Caltagirone, il residuo di quella che un tempo era la più grande sughereta della Sicilia centro-meridionale.

## Società

### Evoluzione demografica
La formazione del primo insediamento abitativo nel territorio di Niscemi risale al XVII secolo: furono molte le famiglie, provenienti dai comuni del circondario, a prendere la residenza a Niscemi, probabilmente spinti dal clamore della notizia del ritrovamento del quadro raffigurante la Madonna con Gesù bambino. Queste famiglie provenivano da Caltagirone, Aidone, Piazza Armerina, Gela, Chiaramonte Gulfi, Comiso, Modica ed altre. Nel XVIII secolo la popolazione aumenta vertiginosamente, portandosi da circa 2 000 abitanti a quasi 7000. Nel XIX secolo la popolazione supera i 14 000 abitanti per subire poi un aumento costante fino ai giorni nostri. Solo a cavallo tra gli anni sessanta e gli anni settanta i residenti diminuiscono di qualche centinaia di unità a causa principalmente del fenomeno migratorio che costrinse molti abitanti di Niscemi a trasferirsi altrove.
Abitanti censiti

### Etnie e minoranze straniere
A Niscemi è presente una comunità straniera fin dagli anni ottanta, principalmente proveniente dai paesi dell'area nordafricana. La maggior parte di cittadini stranieri, tuttavia, provengono dalla Romania.
Al 1º gennaio 2017 risiedevano nel comune di Niscemi 858 cittadini stranieri, ovvero il 3,15% della popolazione, provenienti da 38 diverse nazioni.
Di seguito sono riportati i gruppi nazionali più consistenti:
1. Romania: 550 – 2,02%
2. Tunisia: 175 – 0,64%
3. Marocco: 38 – 0,14%

### Tradizioni e folclore
La tradizione più importante della città di Niscemi è la Festa della Madonna. Anticamente veniva celebrata la terza domenica di agosto di ogni anno, ma negli ultimi decenni nella seconda domenica dello stesso mese. Durante la prima domenica di agosto il quadro della Madonna viene portato in processione dal Santuario di SS. Maria del Bosco alla Chiesa di Santa Maria d'Itria.
Durante il mese della Madonna che si sviluppa tra il 21 aprile ed il 21 maggio di ogni anno, sempre il quadro della Madonna viene portato in processione tra le due principali chiese della città.
Un'altra importante ricorrenza si svolge nelle date del 18 e del 19 marzo, in onore di San Giuseppe: in occasione delle celebrazioni le famiglie devote allestiscono i cosiddetti avutari ossia tavole imbandite con pietanze di ogni tipo e adornate da raffigurazioni del santo.
L'11 gennaio di ogni anno, inoltre, viene organizzata un'ulteriore processione, analoga a quelle classiche che coinvolgono il quadro della Madonna, in occasione della ricorrenza del tragico terremoto del 1693.

### Lingue e dialetti
Oltre alla lingua italiana ufficiale, a Niscemi si parla la lingua siciliana: la variante dialettale niscemese (lu niscimisi), affine alle altre parlate centrali limitrofe, è appartenente alla famiglia dei dialetti centrali.

### Religione
Nel comune di Niscemi, così come nel resto d'Italia, la religione più professata è il cattolicesimo. Sono presenti sei parrocchie, comprese nella diocesi di Piazza Armerina. In minoranza, ma comunque numerose, vi sono comunità di musulmani, Testimoni di Geova ed evangelici.

### Istituzioni, enti e associazioni

#### Centro socio culturale
La costruzione del Centro socio culturale fu avviata sul finire degli anni novanta in via Carlo Alberto Dalla Chiesa. Intestato nel 2007 alla memoria dell'ex sindaco Totò Liardo, scomparso prematuramente tre anni prima, attualmente è sede di uffici comunali e sale multimediali.

#### Associazione Maria SS. del Bosco
Istituita nel 1879, con il nome Società della Madonna, si è retta su uno statuto originario aggiornato nel 1913 dal vescovo monsignor Mario Sturzo, per divenire successivamente una confraternita. Storicamente composta da soli uomini, denominati fratelli della Madonna, si occupa di promuovere il culto e le manifestazioni in onore della Madonna.

#### Stazione di trasmissione radio navale
Dal 1991 è in funzione, in contrada Ulmo, un centro di trasmissioni radio navali degli USA costituito da 41 antenne, dipendenti dalla base aerea di Sigonella. Nello stesso sito, nel gennaio del 2014, sono stati portati a termine i lavori per la costruzione del sistema di comunicazione satellitare del MUOS.

## Cultura

### Istruzione

#### Biblioteche
A Niscemi è presente una biblioteca comunale. Originariamente collocata in via Vacirca, nel 2006 è stata trasferita in via IV Novembre, in un edificio risalente al XIX secolo. Sono presenti circa 16000 volumi catalogati oltre che una vasta emeroteca. La biblioteca è intitolata alla memoria di Mario Gori.

#### Musei
A Niscemi è presente un Museo Civico, tra i più grandi della Sicilia collocato presso l'ex convento dei frati francescani riformati. Il museo contiene reperti precedentemente custoditi rispettivamente nel ex Museo della Civiltà Contadina oggi definitivamente chiuso. In particolare vi sono reperti in passato donati da alcuni cittadini al Lions Club locale che ha provveduto a catalogarli. Dei circa 2000 pezzi presenti, la Sovrintendenza ai Beni Culturali di Caltanissetta, con proprio decreto, ne avevi vincolati oltre 650. Una sezione del museo cataloga invece i pezzi provenienti dall'ex Museo Didattico di Storia Naturale, anch'esso oggi chiuso, originariamente nato nel dicembre del 1989 allo scopo di rendere noti gli aspetti geografici e naturalistici dell'area della Sicilia centro-meridionale ricadente per buona parte nel territorio del libero consorzio comunale nisseno e compresa tra i fiumi Salso e Dirillo, rispettivamente ad ovest ed est, e a nord limitata da corsi d'acqua minori. Il museo in passato fu gestito dalla locale sezione WWF e, a partire dal 1995, dal Centro di Educazione Ambientale.

#### Scuole
È presente a Niscemi l'Istituto di Istruzione Superiore Leonardo da Vinci. Sorto nel 1970 come Liceo Scientifico, negli anni successivi ha arricchito la propria offerta formativa aprendo prima l'indirizzo linguistico, poi quello socio-psicopedagogico e negli ultimi anni l'istituto tecnico commerciale e l'istituto professionale per l'agricoltura e l'ambiente, ai quali si è aggiunto, a partire dal 2016, il Liceo Classico.

### Arte
L'artista più noto a Niscemi è stato il pittore Giuseppe Barone. Originario di Caltagirone, ma niscemese di adozione, nel 1927 dipinse le quattro tele a medaglione del Santuario SS. Maria del Bosco, raffiguranti vicende legate alla devozione verso la Madonna del Bosco e, nel 1929 una tela raffigurante la Madonna, collocata nella Cappella dell'acqua Santa. Delle tele dipinte, una raffigura la città di Niscemi durante il terremoto del 1693.

### Cucina
Tipiche di Niscemi sono le cosiddette mpanate e i piruna. Le prime sono sfogliate di cavolfiori mentre le seconde di spinaci: entrambe le preparazioni hanno la particolarità che il ripieno viene collocato crudo nell'impasto, prima di essere infornato. Inoltre le mpanate sono costituite da una pasta sfoglia sottilissima, probabilmente d'influenza orientale, lavorata sapientemente ed accuratamente. Altre ricette tipiche sono la pasta con i carciofi, i carciofi alla brace e la frittata con i carciofi.

### Eventi
Di rilevanza regionale è la Sagra del Carciofo, organizzata annualmente, tra i mesi di marzo e aprile, che coinvolge gente da tutto il circondario del paese.

## Geografia antropica

### Urbanistica
L'assetto urbanistico del comune di Niscemi risale alla seconda metà del XVII secolo ed è caratterizzato da una maglia ortogonale che sviluppa attorno a piazza Vittorio Emanuele III, dove mancano due isolati e dove si affacciano i monumenti e gli edifici più prestigiosi della città. Gli assi principali della città si dipartivano dalla piazza, nelle direzioni nord-sud ed est-ovest. L'impianto urbanistico originale di Niscemi è a scacchiera regolare con isolati a spina.
La pianta planimetrica fu disegnata originariamente da Giuseppe Branciforte, secondo le linee guida dettate dalle nuove esigenze di pianificazione urbanistica volute da molte baronie siciliane. La scelta di optare per la maglia ortogonale fu anche dettata dalle leggi sull'urbanistica dettate dal governo spagnolo che, all'epoca, controllava l'intera Sicilia. La forma degli isolati è rettangolare, con il lato più lungo esposto a nord. Questa scelta risultò essere anche la più economica e semplice, in quanto ogni cellula abitativa aveva in comune con le altre tre lati su quattro e il suolo urbano risultava sfruttato al massimo. Nonostante l'impostazione di base della planimetria fosse di stampo seicentesco, è possibile tuttavia riscontrare in essa una notevole influenza araba: essa si riconosce principalmente nella gerarchia delle strade che si suddividono tra quelle più ampie, i cosiddetti shari e quelle più piccole o vicoli, i cosiddetti aziqqa.

Niscemi agli inizi del XX secolo

Dal XVII secolo fino alla seconda metà del XX secolo le dimensioni delle cellule abitative sono state quasi sempre costanti: il nucleo abitativo principale era la casa terrana, costituita tipicamente da un solo vano a piano terra si larghezza di circa sei metri e sette metri di profondità. Molte di queste abitazioni erano caratterizzate anche dalla presenza del solaio a cui tipicamente si accedeva mediante una scala a pioli. L'elemento architettonico tipico del centro storico di Niscemi è il cosiddetto lucali, tipica abitazione contadina caratterizzata da elementi di costruzione comuni, imposti da una serie di obligatio eseguite nella seconda metà del XVII secolo che definivano vincoli sullo spessore complessivo dei muri e sull'altezza degli edifici stessi.
Nel corso dei secoli, però, durante le fasi dell'espansione urbanistica di Niscemi, le dimensioni degli isolati cominciarono a variare sensibilmente, modificando radicalmente l'aspetto urbano ed edilizio del centro abitato.
Successivamente all'Unità d'Italia vengono realizzate le prime costruzioni al di fuori del centro abitato, dando vita a nuove strade. Le case delle famiglie più elevate, per ricchezza e censo, vengono ampliate considerevolmente e cominciano ad essere costruiti numerosi palazzi caratterizzati da un'architettura complessa e spesso aventi più di un piano. Nel contempo si ebbe una notevole espansione urbanistica popolare nelle direzioni nord, nord-est ed est. Una successiva evidente espansione urbanistica si ebbe nei primi anni del XX secolo, poi tra il 1918 ed il 1920 ed infine tra il 1935 ed il 1940. Nel 1955, in coincidenza con la forte immigrazione verso il nord Italia e con un conseguente maggiore afflusso di denaro proveniente dal lavoro degli immigrati niscemesi, si ebbe un'ulteriore forte espansione urbanistica.
Nel corso della seconda metà del XX secolo, a causa del dirompente abusivismo edilizio, la città ha subito un'espansione irregolare e molto spesso incontrollata soprattutto nell'area nord: in particolare, il quartiere periferico Sperlinga, abitato da circa 4 000 persone, ha avuto una notevole espansione urbanistica a cavallo tra gli anni ottanta e gli anni novanta. Il quartiere è contraddistinto da uno stato di degrado, infatti sono presenti numerose discariche abusive a cielo aperto. In gran parte del quartiere le strade non sono asfaltate e sono assenti i marciapiedi, oltre che la segnaletica verticale ed orizzontale.

### Suddivisioni storiche
Il comune di Niscemi è suddiviso in 25 quartieri storici e di recente urbanizzazione:
- Madrice
- Vacirca
- Sante Croci
- Canale
- Sperlinga
- Trappeto
- Firriato
- Macello
- Piano Mangione
- Pirillo
- Canalicchio
- Poggio Tripoli
- Serbatoio
- Vascelleria
- Poggio Madrice
- Scoperto Maugeri
- Spasimo
- Cimitero Vecchio
- Cimitero Nuovo
- Purgatorio
- Madonna
- Grazie
- Addolorata
- S. Antonio
- S. Giuseppe

## Economia

### Agricoltura
L'economia del paese è prevalentemente di tipo agricolo. Fra i prodotti più coltivati vi sono carciofi, pomodori e uva.
La produzione del carciofo costituisce il perno dell'economia niscemese: esso viene sponsorizzato e pubblicizzato in una sagra annuale, denominata Sagra del Carciofo, che si tiene con cadenza annuale tra il mese di marzo ed il mese di aprile.

### Turismo
Il turismo a Niscemi non è molto sviluppato. Il massimo dell'affluenza turistica, che coinvolge comunque cittadini provenienti da tutta la Sicilia, si ha in occasione della Sagra del Carciofo e della Festa della Madonna. Per consentire la permanenza dei turisti, sono state costituite delle aree apposite predisposte per il camping.

## Infrastrutture e trasporti

### Strade
Niscemi non è direttamente collegata a nessuna arteria stradale statale. La SS 117 bis, che collega la vicina Gela con Enna è raggiungibile attraverso la SP 12 e la SP 10 del libero consorzio comunale di Caltanissetta, che a loro volta raggiungono la statale delle solfare. Tramite quest'ultima infatti, è raggiungibile il capoluogo Caltanissetta La SS 115 è invece raggiungibile, nel tratto che collega Gela con Vittoria, con la SP 31 e la SP 11. Il confinante comune di Caltagirone (dalla quale si può raggiungere anche attraverso la SS 117 bis e la SS 417, che poi va verso Catania) è invece raggiungibile direttamente attraverso la SP 10, proseguendo poi per la SP 227 della città metropolitana di Catania e attraverso la SP 39 o la SP 62, entrambe della città metropolitana di Catania. Le strade provinciali SP 10, SP 11 e SP 12 sono, dunque le arterie stradali principali a cui la città di Niscemi è collegata, ma esse s'intersecano con ulteriori strade provinciali secondarie, utilizzate principalmente dai proprietari terrieri, che versano in uno stato di totale abbandono.

### Ferrovie

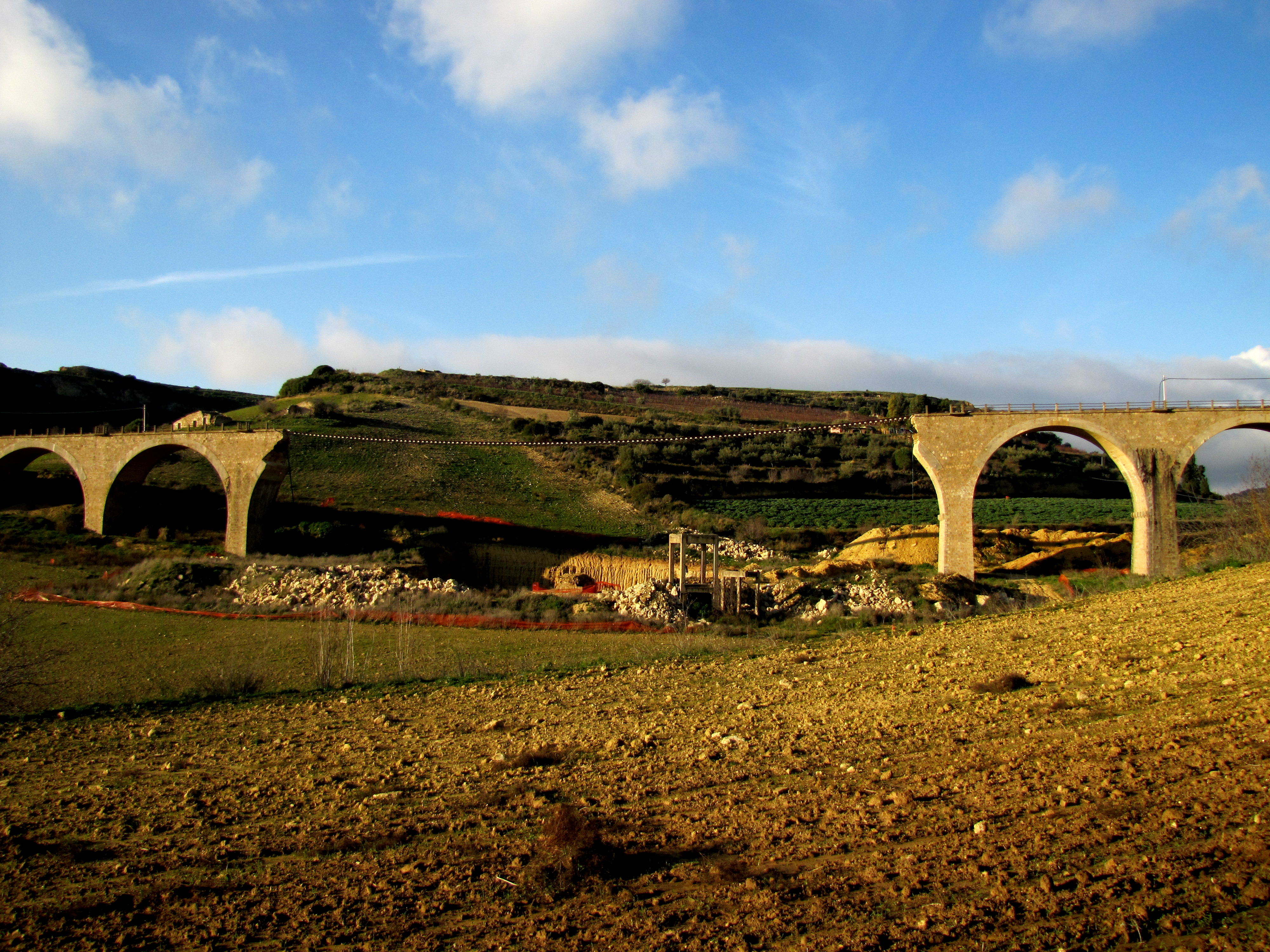
Viadotto crollato nel tratto di ferrovia Niscemi-Caltagirone prima della demolizione

Nel territorio comunale di Niscemi sono state costruite tre stazioni ferroviarie, una nel centro cittadino e due in area agricola, in seguito soppresse, a Vituso e a Priolo Soprano. Le stazioni fanno parte della linea ferroviaria che attraversa la città, la Catania-Caltagirone-Gela. Il tratto interessato, tra Caltagirone e Gela, è interrotto a causa del crollo di un viadotto nel 2011. Le arcate del viadotto interessato furono demolite nel 2014 ma i lavori di ricostruzione non sono iniziati. La Divisione passeggeri regionale di Trenitalia ha istituito un autoservizio sostitutivo. Il tratto di linea ferroviaria tra Caltagirone e Gela era stato inaugurato nel 1979 dopo un lunghissimo iter costruttivo iniziato nell'anteguerra.

### Mobilità urbana
L'unico mezzo pubblico è l'autobus, gestito da un'azienda di trasporti privata: è presente un'unica linea, il cui capolinea è all'incrocio tra via XX Settembre e via Umberto I, in prossimità di Piazza Vittorio Emanuele III.

### Mobilità extraurbana
Niscemi è collegata direttamente a Caltagirone e Catania attraverso una linea extraurbana fornita da Etna Trasporti, che percorre la tratta Niscemi-Caltagirone-Fontanarossa-Catania, e a Caltanissetta tramite la linea Niscemi-Gela-Riesi-Caltanissetta. Gela e Licata, si possono raggiungere sempre tramite corriere fornite da Etna Trasporti, attraverso una fermata intermedia in contrada Ponte Olivo, in territorio di Gela utilizzata dall'utenza niscemese per raggiungere l'aeroporto Fontanarossa laddove la tratta diretta non riesce a coprire corse e orari di partenza ed arrivo.

## Amministrazione
Di seguito è presentata una tabella relativa alle amministrazioni che si sono succedute in questo comune.
| Periodo           | Periodo           | Primo cittadino              | Partito                                 | Carica              | Note   |
| ----------------- | ----------------- | ---------------------------- | --------------------------------------- | ------------------- | ------ |
| 14 ottobre 1987   | 15 luglio 1988    | Gaetano Di Noto              | Partito Socialista Italiano             | Sindaco             | [ 86 ] |
| 15 luglio 1988    | 16 agosto 1991    | Paolo Rizzo                  | Democrazia Cristiana                    | Sindaco             | [ 86 ] |
| 13 settembre 1991 | 17 marzo 1992     | Giovanni Rinaudo             | Partito Socialista Democratico Italiano | Sindaco             | [ 86 ] |
| 17 marzo 1992     | 10 luglio 1992    | Gaetano Di Noto              | Partito Socialista Italiano             | Sindaco             | [ 86 ] |
| 18 luglio 1992    | 11 giugno 1994    | Carmelo Fontana              |                                         | Comm. straordinario | [ 86 ] |
| 26 ottobre 1992   | 7 febbraio 1994   | Ernesto Bianca               |                                         | Comm. straordinario | [ 86 ] |
| 18 luglio 1992    | 14 aprile 1993    | Carmelo Spampinato           |                                         | Comm. straordinario | [ 86 ] |
| 14 aprile 1993    | 11 giugno 1994    | Rosario Di Bartolo           |                                         | Comm. straordinario | [ 86 ] |
| 27 giugno 1994    | 25 maggio 1998    | Salvatore Liardo             | Progressisti                            | Sindaco             | [ 86 ] |
| 25 maggio 1998    | 16 settembre 2000 | Salvatore Liardo             | L'Ulivo                                 | Sindaco             | [ 86 ] |
| 11 dicembre 2000  | 23 gennaio 2004   | Mario Parrimuto              | centro-destra                           | Sindaco             | [ 86 ] |
| 27 aprile 2004    | 14 maggio 2007    | Emilio Buda                  |                                         | Comm. straordinario | [ 86 ] |
| 27 aprile 2004    | 14 maggio 2007    | Paolo Guglielman             |                                         | Comm. straordinario | [ 86 ] |
| 27 aprile 2004    | 14 maggio 2007    | Enrico Galeani               |                                         | Comm. straordinario | [ 86 ] |
| 14 maggio 2007    | 7 maggio 2012     | Giovanni Di Martino          | Democratici di Sinistra                 | Sindaco             | [ 86 ] |
| 7 maggio 2012     | 11 giugno 2017    | Francesco La Rosa            | lista civica                            | Sindaco             | [ 86 ] |
| 11 giugno 2017    | 12 giugno 2022    | Massimiliano Valentino Conti | lista civica                            | Sindaco             | [ 86 ] |
| 12 giugno 2022    | in carica         | Massimiliano Valentino Conti | lista civica                            | Sindaco             | [ 86 ] |

### Gemellaggi
- Collio, dal 2015[87]

## Sport
A Niscemi sono presenti diverse società calcistiche che hanno partecipato a campionati regionali e dilettantistici, contribuendo anche alla crescita del settore giovanile attraverso attività formative.
L'A.S.D. Nuova Niscemi ha preso parte a competizioni dilettantistiche, raggiungendo in passato la Prima Categoria. Dal 2018, la società si è dedicata esclusivamente all'Attività di Settore Giovanile e Scolastico, con le proprie formazioni giovanili impegnate nei campionati regionali.
Un'altra realtà calcistica è l'A.S.D. Santa Maria, che opera prevalentemente nel settore giovanile e partecipa a competizioni regionali.
L'A.S.D. Niscemi Football Club, fondata più recentemente, ha registrato una rapida crescita. Dopo aver vinto il campionato di Prima Categoria, è stata promossa al campionato di Promozione, dove continua a ottenere risultati positivi.

### Deltaplano e Parapendio
Nella zona sottostante tra il belvedere e il quartiere Sante Croci vi è situata una piccola sede per appassionati di deltaplano e parapendio. La sede è stata dedicata all'aviatore italiano Angelo D'Arrigo.

### Pallavolo
Dal 2014 è attiva l'A.P.D. Fatanascim, società pallavolistica femminile.

### Impianti sportivi
Le strutture sportive principali del comune sono lo stadio Santa Maria, sito in contrada Ponte Longo, e il palasport Pio La Torre.